# Basisbeurs
De basisbeurs is een vergoeding voor thuis- en uitwonende studenten in het hoger onderwijs en in het mbo in Nederland. Het is een vorm van studiefinanciering. De basisbeurs werd in 1986 ingevoerd. Voorheen kregen ouders van studerende kinderen een opslag op de kinderbijslag. Hierdoor waren studenten afhankelijk van hun ouders. De basisbeurs verzekerde studenten van een onafhankelijke studiefinanciering. Met ingang van het collegejaar 2015/2016 was de basisbeurs afgeschaft voor nieuwe studenten, en is die financiering vervangen door een 'sociaal leenstelsel'. De basisbeurs is vanaf september in het studiejaar 2023/2024 weer terug ingevoerd. Dat heeft de Eerste Kamer unaniem op 6 juni 2023 besloten.
Aanvankelijk was de basisbeurs onafhankelijk van de prestaties van de student: zolang deze als student ingeschreven stond, had de student een maximaal aantal jaren recht op de basisbeurs. In 1993 werd de tempobeurs geïntroduceerd. De beurs werd een voorwaardelijke gift, en de student moest ieder jaar voldoende studiepunten halen (vanaf 1995 de helft van het nominale aantal in een jaar) anders werd de beurs niet omgezet in een gift en moest deze worden terugbetaald. In 1996 werd ten slotte de prestatiebeurs ingevoerd: wanneer de student binnen tien jaar een diploma haalt, wordt de beurs omgezet in een gift, anders blijft het een lening die moet worden terugbetaald.

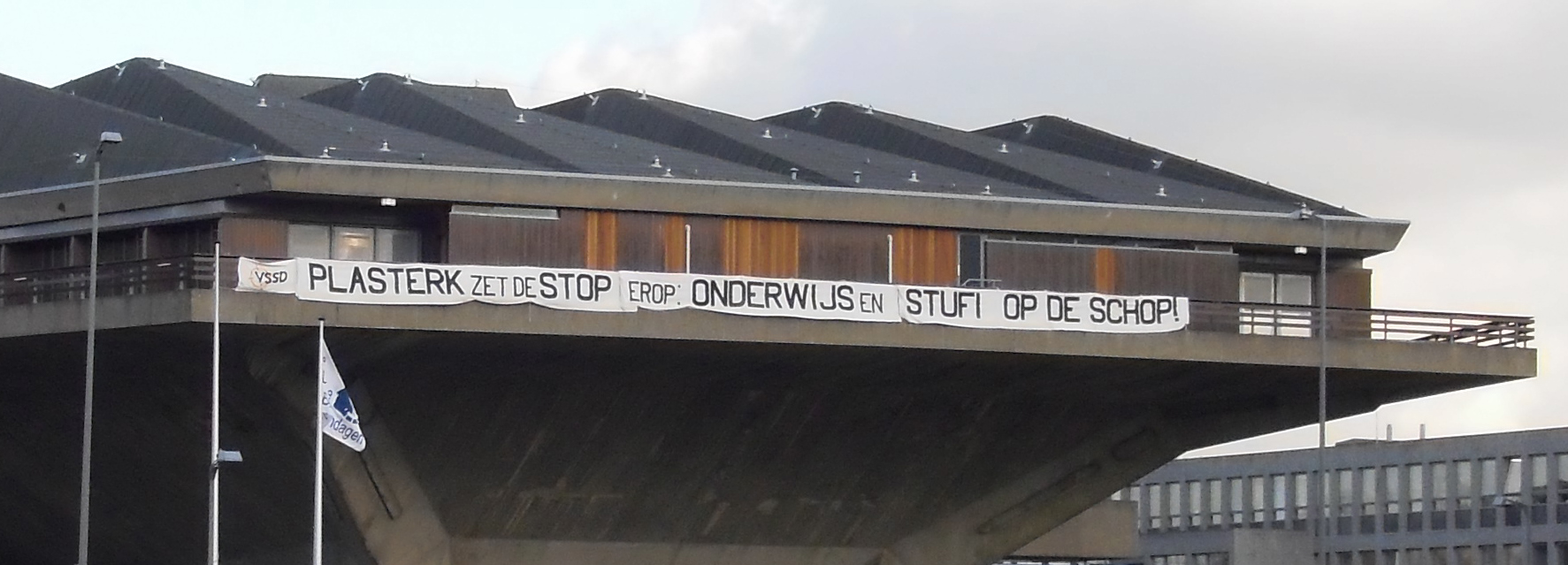
Spandoek tegen het plan om de basisbeurs af te schaffen bij de TU Delft.

Dit geldt voor hbo- en wo-studenten en sinds 2005 ook voor mbo'ers met niveau 3 en 4. Voor de overige mbo-leerlingen is de basisbeurs altijd een gift, ongeacht hun prestaties. Alleen aanwezigheidsplicht is belangrijk. Bij spijbelen kan de basisbeurs in een lening worden omgezet.
In november 2007 had minister Ronald Plasterk het plan om de basisbeurs af te schaffen. Hierop kwam veel verzet van de politieke partijen. Besloten werd om het collegegeld te verhogen en de basisbeurs bleef onveranderd. Aan het begin van 2010 werd geprotesteerd door studenten, nadat was gesuggereerd dat de afschaffing van de basisbeurs een mogelijkheid was.
Van het collegejaar 2015/2016 tot en met 2022/2023 was de basisbeurs inderdaad afgeschaft voor nieuwe studenten, en was die financiering vervangen door een 'sociaal leenstelsel'. Daarbij was de beurs altijd een lening, die echter tegen 'gunstige' (niet marktconforme) voorwaarden en rentetarieven wordt afgesloten en terugbetaald.

## Woonsituatie
De hoogte van de basisbeurs is afhankelijk van de woonsituatie van de student (thuiswonend of uitwonend). Daarvoor is niet alleen van belang waar de student feitelijk woont, maar ook dat hij of zij daadwerkelijk op dat adres ingeschreven staat in de gemeentelijke basisadministratie. Bij overtredingen kan de Dienst Uitvoering Onderwijs overgaan tot terugvordering, een bestuurlijke boete opleggen, en het recht op studiefinanciering in de toekomst doen vervallen; verder riskeert de student strafrechtelijke vervolging. Ook iemand (bijvoorbeeld de werkelijke bewoner van een gefingeerd adres van de student) die medeplichtig is aan het misbruik (door er bewust aan mee te werken) kan een bestuurlijke boete worden opgelegd (artikel 5:1 Awb), of strafrechtelijk worden vervolgd.